# Ponderia
Ponderia is een geslacht van weekdieren uit de klasse van de Gastropoda (slakken).

## Soorten
- Ponderia abies Houart, 1986
- Ponderia caledonica Houart, 1988
- Ponderia canalifera (G. B. Sowerby II, 1841)
- Ponderia elephantina Houart, 1990
- Ponderia magna Houart, 1988
- Ponderia zealandica (Hutton, 1873)